# Spominski muzej miru v Hirošimi
Spominski muzej miru Hirošima je muzej v Spominskem parku miru v središču Hirošime na Japonskem, posvečen dokumentiranju atomskega bombardiranja Hirošime v drugi svetovni vojni.
Muzej je bil ustanovljen avgusta 1955 s Hirošimsko spominsko dvorano miru (zdaj Mednarodni konferenčni center Hirošima. Je najbolj priljubljena destinacija za šolske ekskurzije iz vse Japonske in za mednarodne obiskovalce. Od odprtja leta 1955 do leta 2005 je muzej obiskalo 53 milijonov ljudi, kar je v povprečju več kot milijon obiskovalcev na leto. Arhitekt glavne stavbe je bil Kenzo Tange.

## Vsebina muzeja
Glede na uvod v vodniku Spominskega muzeja miru v Hirošimi:
 »Spominski muzej miru zbira in prikazuje predmete, ki so jih zapustile žrtve, fotografije in drugo gradivo, ki prikazuje grozo tega dogodka, dopolnjujejo pa ga eksponati, ki opisujejo Hirošimo pred in po bombnih napadih ter drugi, ki predstavljajo trenutni status jedrske dobe. Vsak od prikazanih predmetov uteleša žalost, jezo ali bolečino resničnih ljudi. Hirošima, ki si je zdaj opomogla od katastrofe atomske bombe, si najbolj globoko želi odstraniti vse jedrsko orožje in vzpostaviti resnično miroljubno mednarodno skupnost«.
Zaradi lažjega izobraževanja je bil muzej leta 1994 prenovljen in razdeljen na dva dela.
Vzhodno krilo – najnovejši dodatek – razloži zgodovino mesta Hirošima pred bombo, razvoj in odločitev o odvrženju bombe, življenja prebivalcev Hirošime med drugo svetovno vojno in po bombardiranju, zaključi pa se z informacijami o jedrski dobi in prizadevanjih za mednarodni mir. V tem razdelku je model, ki prikazuje škodo, povzročeno mestu. Ima nekaj pomembnih pisem, izmenjanih med znanstveniki in najvišjimi voditelji tiste dobe, ki govorijo o atomskem razvoju in predvidenem rezultatu njegove uporabe.
Zahodno krilo, ki je bilo del starega muzeja, je bilo osredotočeno na škodo, ki jo je povzročila bomba. Oddelki so vključevali materialno pričo, ki je prikazovala oblačila, ure, lase in druge osebne predmete, ki so jih nosile žrtve bombe; 
- Poškodbe zaradi toplotnih žarkov, razdelek, ki je preučeval, kaj se je zgodilo z lesom, kamnom, kovino, steklom in mesom zaradi vročine;
- Poškodbe zaradi eksplozije, ki se osredotoča na uničenje, ki ga povzročijo potresi po eksploziji, in
- Poškodbe zaradi sevanja, ki je podrobno obravnaval posledice za zdravje ljudi.

Muzej je leta 2014 začel z večjo prenovo. Vzhodno krilo je bilo ponovno odprto aprila 2017, z več interaktivnimi prikazi in zamenjavo modela mesta z novo različico, ki uporablja projekcijsko kartiranje za prikaz učinkov eksplozije bombe. Ko je bilo vzhodno krilo ponovno odprto, je bila glavna dvorana zaprta zaradi potresne obnove do 25. aprila 2019. V tem času so bile prenovljene tudi razstave, da bi se bolj osredotočile na predmete žrtev in so zdaj razdeljene v štiri dele: *uvodno razstavo v vzhodnem krilu, 
- Realnost atomskega bombardiranja in galerijo v glavni stavbi,
- Nevarnosti jedrske energije v vzhodnem krilu in
- Zgodovina Hirošime v vzhodnem krilu.[4]

## Galerija
- Nekdanji model mesta Hirošima je po eksploziji zravnal z zemljo. Rdeča krogla prikazuje točko eksplozije.
- Ura se je ustavila v času atomskega bombardiranja
- Rekonstrukcija fizičnih poškodb ljudi in zgradb po eksploziji ameriške atomske bombe v Hirošimi (6. avgust 1945) v Hirošimskem spominskem muzeju miru
- Glavna stavba spominskega muzeja miru v Hirošimi
- Vzhodna stavba spominskega muzeja miru v Hirošimi
- Spominski muzej miru v Hirošimi, ki prikazuje os s kenotafom in kupolo atomske bombe (1949)
- Mirovna straža